# Дезорм, Шарль-Бернар
Шарль-Берна́р Дезо́рм (фр. Charles-Bernard Desormes;  3 июня 1777 года, Дижон — 30 августа 1862 года, Вербери) — французский физик, химик и заводчик; оставил много работ по технической химии, гальванизму и аэродинамике. 

## Биография
Окончил парижскую Политехническую школу. Остался работать в школе ассистентом Гитана де Морво; в 1804 году стал владельцем фабрики химических продуктов в Вербери.
Вместе со своим зятем Николя Клеманом первым описал явление катализа.

## Научные работы
Работал над неорганическими реакциями; изучал процесс получения серной кислоты камерным способом, сжигая серу вместе с селитрой.
Метод Клемана—Дезорма
В 1819 году совместно с Николя Клеманом предложил метод определения соотношения удельных теплоёмкостей газа при постоянном давлении и постоянном объёме (см. фр. Expérience de Clément-Desormes).